# یواس‌اس پایونیر (ای‌ام-۱۰۵)
یواس‌اس پایونیر (ای‌ام-۱۰۵) (به انگلیسی: USS Pioneer (AM-105)) یک کشتی بود که طول آن ۲۲۱ فوت ۳ اینچ (۶۷٫۴۴ متر) بود. این کشتی در سال ۱۹۴۲ ساخته شد.